# Saint-Offenge-Dessus
Saint-Offenge-Dessus ist mit 342 Einwohnern (Stand: 1. Januar 2019) seit dem 1. Januar 2015 ein Ortsteil der Commune nouvelle Saint-Offenge im Chambéry des Départements Savoie.

## Geographie
Saint-Offenge-Dessus liegt auf 630 m, etwa 20 km nordnordöstlich der Stadt Chambéry (Luftlinie). Das Bauerndorf erstreckt sich im Alpenvorland an aussichtsreicher Lage am unteren Westabhang der Montagne de Bange (Teil des Massivs der Bauges), über dem Taleinschnitt eines kleinen Flusses, der Sierre.
Die Fläche des 7,71 km² großen Gebiets der ehemaligen Gemeinde umfasst einen Abschnitt des französischen Alpenvorlandes. Die westliche Grenze verläuft entlang der in ein Erosionstal eingeschnittenen Sierre, welche mit ihren Seitenbächen das Gebiet nach Westen zum Lac du Bourget entwässert. Vom Tal der Sierre erstreckt sich das Gemeindeareal ostwärts über den mit Wiesland bestandenen Hang von Saint-Offenge-Dessus. Daran schließt sich ein immer steiler ansteigender, bewaldeter und teils von Felswänden unterbrochener Hang der Randkette des Massivs der Bauges an. Mit 1449 m wird auf der Höhe nördlich des Col de la Cochette die höchste Erhebung von Saint-Offenge-Dessus erreicht. In einem langen schmalen Zipfel reicht der Gemeindeboden südwärts bis auf das Hochplateau des Mont Revard (1360 m). Der Gemeindeteil liegt innerhalb des Regionalen Naturparks Massif des Bauges (frz.: Parc naturel régional du Massif des Bauges).
Zu Saint-Offenge-Dessus gehören neben dem eigentlichen Ortskern auch verschiedene Weilersiedlungen und Gehöfte, darunter:
- Les Suavets (720 m) am Westhang der Montagne de Bange
- Cornat (750 m) am Westhang der Montagne de Bange über dem Tal der Sierre
- Les Combes (710 m) in der Talmulde der Sierre am Fuß der Montagne de Bange

Nachbargemeinden von Saint-Offenge-Dessus waren Saint-Offenge-Dessous im Norden, Arith und Saint-François-de-Sales im Osten, Les Déserts im Süden sowie Montcel im Westen.

## Geschichte
Erstmals urkundlich erwähnt wurde Saint-Offenge wird im 13. Jahrhundert. Der Ortsname geht auf die heilige Euphemia, Märtyrerin von Chalcedon (Stadt), zurück. Der Namensbestandteil „-Dessus“ entspricht bei deutschen Ortsnamen dem „Ober...“ und unterscheidet die Gemeinde vom hangabwärts gelegenen Saint-Offenge-Dessous. Im Mittelalter gehörte Saint-Offenge-Dessus zur Herrschaft La Bâtie-d’Albanais.
Nach dem Anschluss Savoyens an Frankreich 1860 gehörte die Gemeinde lange Zeit zum alten Kanton Aix, ab 1973 zum Kanton Aix-les-Bains-Nord-Grésy und während des Jahres 2015 zum neu geschaffenen Kanton Aix-les-Bains-1. Im Oktober 2014 beschlossen die Gemeinderäte von Saint-Offenge-Dessus und Saint-Offenge-Dessous, die beiden nur etwa 500 m voneinander entfernten Dörfer mit Wirkung zum 1. Januar 2015 zu einer neuen Gemeinde zusammenzulegen.

## Sehenswürdigkeiten
Die Dorfkirche wurde ab 1849 im Stil des sardischen Neoklassizismus errichtet.

## Bevölkerung
| Bevölkerungsentwicklung | Bevölkerungsentwicklung |
| Jahr                    | Einwohner               |
| ----------------------- | ----------------------- |
| 1962                    | 165                     |
| 1968                    | 150                     |
| 1975                    | 121                     |
| 1982                    | 150                     |
| 1990                    | 200                     |
| 1999                    | 216                     |
| 2006                    | 256                     |
| 2011                    | 279                     |

Mit zuletzt 275 Einwohnern (Stand 1. Januar 2013) gehörte Saint-Offenge-Dessus zu den kleinen Gemeinden des Département Savoie. Nachdem die Einwohnerzahl im 20. Jahrhundert rückläufig war, wurde seit Beginn der 1980er Jahre dank der schönen Wohnlage wieder eine Bevölkerungszunahme verzeichnet. Der INSEE-Code der Gemeinde war 73264.

## Wirtschaft und Infrastruktur
Saint-Offenge-Dessus war bis weit ins 20. Jahrhundert hinein ein vorwiegend durch die Landwirtschaft geprägtes Dorf. Daneben entwickelten sich in der letzten Zeit verschiedene Betriebe des lokalen Kleingewerbes. Mittlerweile hat sich das Dorf auch zu einer Wohngemeinde entwickelt. Viele Erwerbstätige sind Wegpendler, die in den größeren Ortschaften der Umgebung sowie im Raum Chambéry und Annecy ihrer Arbeit nachgehen.
Die Ortschaft liegt abseits der größeren Durchgangsstraßen. Die Hauptzufahrt erfolgt von der Departementsstraße D911, die von Grésy-sur-Aix nach Cusy führt. Weitere Straßenverbindungen bestehen mit Saint-Ours und Montcel. Der nächste Anschluss an die Autobahn A41 befindet sich in einer Entfernung von rund 11 km.